# تدخل الجيش الأحمر في أفغانستان (1929)
كان تدخل الجيش الأحمر في أفغانستان في عام 1929 عملية خاصة تهدف إلى دعم ملك أفغانستان المخلوع أمان الله خان ضد السقاويين وباسمشي.

## الوضع في أفغانستان

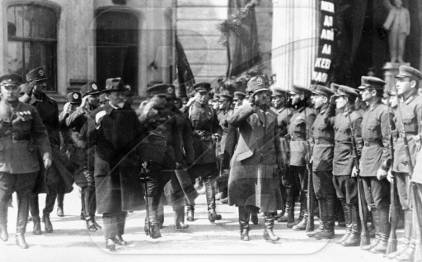
أمان الله خان في زيارة لموسكو

منذ عام 1919، أقيمت علاقات دبلوماسية وثيقة بين جمهورية روسيا الاتحادية الاشتراكية السوفيتية (يشار إليها فيما بعد باسم الاتحاد السوفيتي) ومملكة أفغانستان، على عكس المصالح البريطانية. وفي أبريل 1923، تم تبني دستور جديد في أفغانستان. من بين الإصلاحات التي قام بها أمان الله خان حظر تعدد الزوجات والزواج من القصر، وإلغاء إلزامية الحجاب للنساء، مما صنع معارضة قوية (من رجال الدين المسلمين في المقام الأول). في مارس 1924، اندلعت انتفاضة كبرى في حضرات.
في سبتمبر 1924، وبدعوة من أمان الله خان، وصلت بعثة من 11 مدرب طيران سوفيتي إلى كابل. تم التخطيط لإنشاء القوات الجوية الخاصة بهم في أفغانستان. احتجت المملكة المتحدة، التي كانت قد زودت أمان الله بطائرات دي هافيلاند، لكن أمان الله خان تجاهلها. وفي 6 أكتوبر، قام الطيارون السوفييت على متن الطائرات البريطانية بطلعات قتالية على منطقة خوست المتمردة، وفي 14 أكتوبر، قصفوا قواعد المتمردين في منطقتي خوست ونادرال.
في 15 سبتمبر 1927، قرر المكتب السياسي للحزب الشيوعي في الاتحاد السوفيتي أن ينقل إلى الجار الجنوبي 12 طائرة R-1 وبطاريتين مضادتين للطائرات (8 مدافع) وأموالًا لمدرسة الطيران.
في الوقت نفسه، اجتاحت شمال أفغانستان موجة من المهاجرين من جمهوريات آسيا الوسطى الذين فروا من القوة السوفيتية. وفي وسط هؤلاء، وبدعم مالي ومادي (أسلحة) من المملكة المتحدة، تم تعزيز حركة كانت تسمى باسمشي في الاتحاد السوفيتي، أطلق أعضاؤها على أنفسهم المجاهدين. كان القائد الأكثر تأثيرًا في هذه الحركة هو إبراهيم بيك. مارست الحكومة السوفيتية ضغوطًا شديدة على الحكومة الأفغانية.
قيّد أمان الله خان، بشكل حاد، الوصول إلى مساعدة وكالات المخابرات البريطانية. وفي نوفمبر 1928، اندلعت انتفاضة جديدة في شرق أفغانستان، كان يقودها حبيب‌ الله كلكاني (باشا يي ساقاو). يعتقد العديد من الباحثين أن حبيب الله كان تحت إشراف توماس إدوارد لورنس (لورنس العربية). لا يؤكد المؤرخ الطاجيكي كمال الدين عبد الله هذه الفكرة.

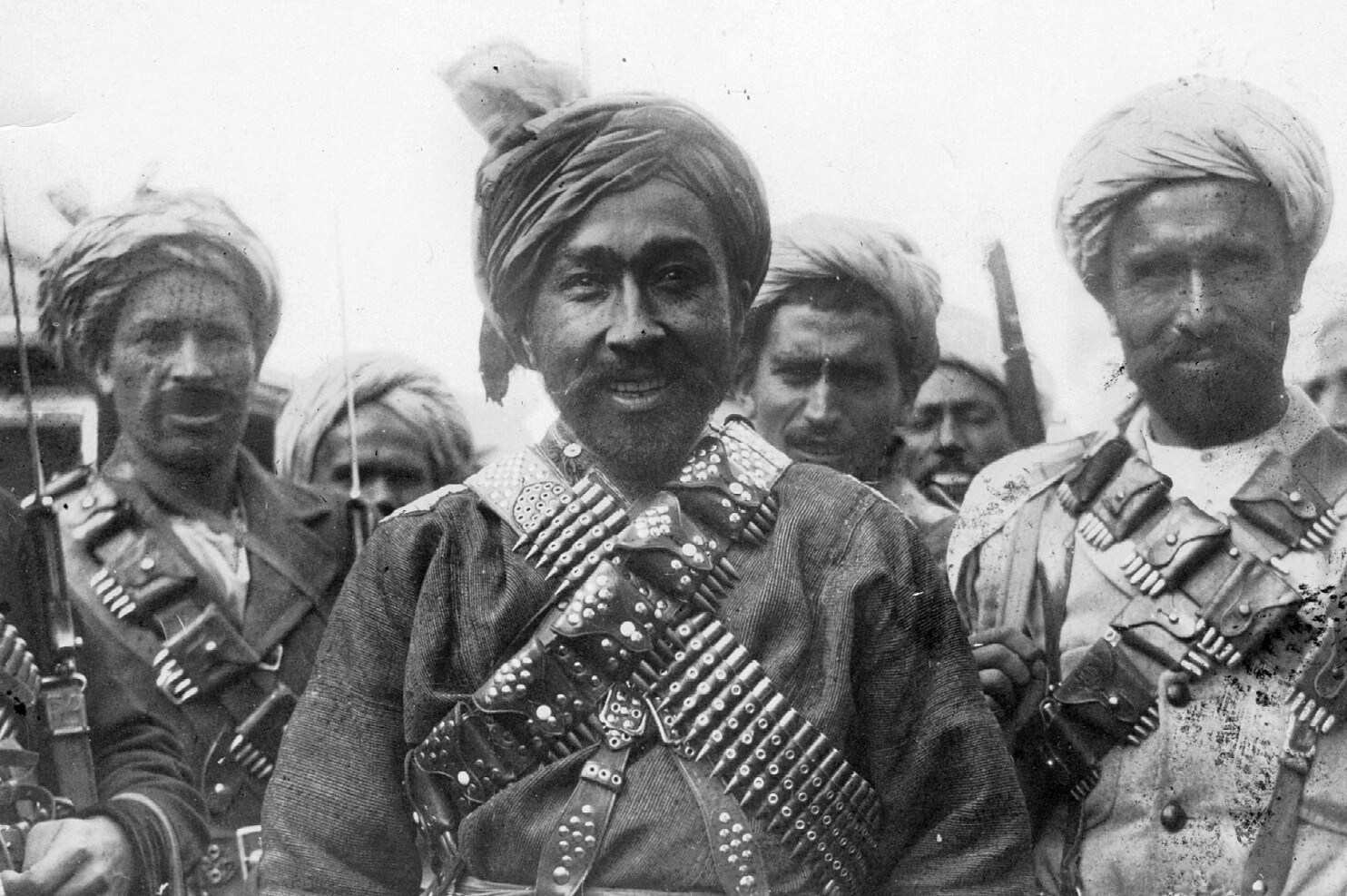
حبيب‌ الله كلكاني.

كان حبيب الله مدعومًا من قبل الزعماء الدينيين، واتهم أمان الله خان بانتهاك الشريعة، ووعد بإلغاء جميع الإصلاحات البرجوازية، وضريبة الأرض، والتجنيد، وإلغاء الديون، الأمر الذي جذب له حشدًا كبيرًا. كان من المقرر إقامة العدالة من قبل المحكمة الشرعية. تم إغلاق المدارس، ونُقل التعليم إلى سيطرة الملالي. بالإضافة إلى ذلك، أقام حبيب الله اتصالات وثيقة مع زعيم باسمشي، إبراهيم بيك، وأمير بخارى السابق، محمد عالم خان.
في 11 ديسمبر 1928، أعلن حبيب الله باديشاه أفغانستان، وفي 13 يناير تم إعلانه أميرًا باسم «حبيب الله الثاني». وفي 14 يناير 1929، تنازل أمان الله خان وهرب إلى قندهار. في 17 يناير، احتل حبيب الله كابول. بدأت المذابح العرقية والدينية في المدينة. لقد نفذ البشتون، الذين يدينون بالإسلام السني، مذبحة بالشيعة الهزارة. بدأت مذابح المدارس والمصانع ومحطات الراديو.
فقدت الدولة السيطرة على مقاطعات أخرى في أفغانستان. سادت الفوضى في البلاد. يتذكر إبراهيم بيك أن أعمال الشغب بدأت، وذهبت قرية إلى أخرى، لتسوية حسابات قديمة. كتب المؤرخ الأفغاني مير غلام محمد جوبار، المعاصر لتلك الأحداث، أن عهد حبيب الله كان مأساة للبلاد.

## تشكيل فرقة
تم إجراء الاختيار في مفرزة من قبل نائب القائد جيرمانوفيتش. تم تجديد المفرزة الأفغانية من قبل الجيش الأحمر من سلاح الفرسان 81 وفوج البنادق الجبلية الأولى، فضلًا عن فرقة مدفعية الفرسان السابعة للجيش الأحمر مع 4 بنادق جبلية و12 حامل و12 رشاشً خفيفًا. كان لدى المفرزة محطة راديو متنقلة قوية، وكانت مسلحة بشكل جيد ومجهزة ومزودة بما يكفي من المؤن.
كان جميع رجال الجيش الأحمر يرتدون الزي العسكري الأفغاني. حصل القادة على أسماء آسيوية كانوا سيدعون بها بحضور الأفغان. تم تكليف أمر المفرزة إلى فيتالي بريماكوف (تحت الاسم المستعار للضابط التركي راغب بيك، كانت علامة النداء «فيتمار»). تم تعيين رئيس الأركان ضابط شؤون الموظفين الأفغاني هاي دار. رسميًا، كانت هذه مفرزة تابعة للجنرال الأفغاني نبي خان. وفي 10 أبريل، كانت مفرزة من حوالي 2000 جندي جاهزة بالفعل للعمل.

## غزو أفغانستان

### الهجوم على باتا جيسار
في الصباح الباكر من 15 أبريل 1929، عبرت ست طائرات مزودة بمدافع رشاشة الحدود السوفيتية الأفغانية في مدينة ترمذ الأوزبكية وظهرت فوق نقطة الحدود الأفغانية باتا جيسار. خرج موظفو الحامية، دون اتخاذ الاحتياطات المناسبة، للنظر في الطائرة. انخفضت الطائرات، بعد أن نفذت جولتين من الجبهة المنتشرة، وأطلقت رشاشات على حرس الحدود الأفغان. كما أسقطت عدة قنابل دمرت الثكنات. ومن بين الخمسين أفغانيًا الذين شكلوا الحامية، نجا اثنان فقط. استغرقت العملية بأكملها 10 دقائق. في هذه الأثناء، عبرت مفرزة بقيادة فيتالي بريماكوف، نهر آمو داريا وهبطت على الساحل الأفغاني عبر قوارب بخارية وكبائن وصنادل.
شق اثنان من حرس الحدود الأفغان الناجين طريقهما إلى مركز سياجيرت الحدودي المجاور، على بعد 20 ميلًا، وأبلغا عما حدث. ذهبت حامية من 100 سيبر على الفور إلى باتا جيسار، ولكن بعد خمسة أميال من الطريق اصطدمت بالعدو وتم تدميرها بنيران المدافع الرشاشة. في الوقت نفسه، تقدم أمان الله خان مع 14 ألف من الهزارة من قندهار إلى كابل.

### الاستيلاء على كليف وخان آباد ومزار شريف
في 16 أبريل، اقترب انفصال بريماكوف من مدينة كليف. أعطيت الحامية إنذارًا باقتراح إلقاء أسلحتها والعودة إلى ديارها. رفض الأفغان مطالب الجانب السوفيتي، لكنهم فروا بعد تبادل إطلاق النار والرشاشات. في 17 أبريل، تم الاستيلاء على مدينة خان آباد، ثم لجأ المدافعون عنها إلى مدينة مزار شريف. في ليلة 18 أبريل، استدعى حاكم مزار الشريف ميرزا قاسم القنصل السوفييتي العام، الذي كانت تربطه به علاقات ودية، وطالب بتوضيح ما كان يحدث. تم وضع القنصل في وضع صعب، لأنه لم يكن على علم عن بعملية الجيش الأحمر على الأراضي الأفغانية.
في صباح 22 أبريل، بدأت مفرزة بريماكوف قصف مزار شريف. أصابت الرشاشات المدافعين على الجدران. وبعد ساعتين من بدء المعركة، أحضر المدفعيون البنادق إلى مدخل القلعة، وبعد أن أطلقوا قذيفة، كسروا البوابة. دخلت المفرزة المدينة. لقد فر جزء من الحامية المتبقية إلى تاشكورغان، بينما لجأ آخرون إلى حصن دهدادي القريب. كان هناك عدد ضخم من الجثث المشوهة بنيران المدفعية عند البوابة. في نفس اليوم، تم إرسال برقية إلى طشقند، ومن هناك تم إرسال برقية إلى موسكو: «مزار مشغولة بفرقة ويتمار».
وفقًا للقنصل السوفييتي آنذاك في مزار شريف:
بحسب شاهد عيان آخر، الممثل غير الشرعي لوكالة المخابرات في مزار شريف، ماتفييف:
خلال أسبوع الحملة، انضم 500 من الهزارة إلى الكتيبة، والتي شكلوا منها كتيبة منفصلة.

### عقد مزار شريف
في مجلس رؤساء الإدارات والقادة العسكريين والعلماء الإسلاميين، تقرر إعلان الجهاد ضد غزو «الكفار» على أراضيهم، لجمع مليشيا لمواجهة العدو. في 24 أبريل، حاولت حامية قلعة دهدادي والميليشيات القبلية طرد كتيبة بريماكوف من مزار شريف. استمر القتال طوال اليوم. كما شارك العديد من الأفغان، المسلحين بشكل ضعيف، بالصلاة والهتافات الدينية في تشكيل كثيف في منطقة مفتوحة تحت نيران المدافع والرشاشات. ومع الخسائر الهائلة، تم استبدال موجة من المهاجمين بأخرى. وبحلول نهاية اليوم، توقفت الهجمات، لكن موقف المحاصرين كان حرجًا. كانت المدينة محاطة بحلقة كثيفة. تم إرسال إرسال إشارة إذاعية إلى طشقند لطلب المساعدة.
في 25 أبريل، تم نشر سرب من المدفع الرشاش بشكل عاجل عبر أمو داريا إلى أفغانستان، ولكن في الطريق إلى مزار شريف قابلته قوات متفوقة من الميليشيات الأفغانية وأجبر على العودة. في 26 أبريل، تم تسليم 10 رشاشات و200 قذيفة مدفعية إلى مزار شريف بالطائرات.
ولأن الأفغان غير قادرين على الاستيلاء على المدينة بالقوة، ومن أجل إجبار مفرزة بريماكوف على الاستسلام، فقد سدوا جميع خنادق الري المؤدية إلى المدينة ليلًا وشرعوا في الحصار. كان الوضع في المدينة يزداد سوءً. بدأت كتيبة أفغانية أقل انضباطًا في التذمر. سلم بريماكوف تقريرًا إلى طشقند:

## غزو الوحدة الثانية
في 5 مايو 1929، ولمساعدة كتيبة بريماكوف، تم إرسال كتيبة أخرى من الجيش الأحمر تضم 400 رجل مع 6 مدافع و8 مدافع رشاشة، تحت قيادة زليم خان مُعيَّن (لا يوجد دليل وثائقي مباشر على ذلك، لكن العديد من الحقائق تشير إلى أنه كان قائد لواء الفرسان الثامن للمنطقة العسكرية في آسيا الوسطى، إيفان يفيموفيتش بيتروف). كما كانت الكتيبة ترتدي الزي الأفغاني. وفي الطريق، واجهته نقطة حدودية، «في غضون دقائق تم جرفها» بنيران المدافع الرشاشة للجيش الأحمر.

### الاستيلاء على دهدادي وبلخ وتاشكورغان
في 6 مايو، شن الطيران العسكري لمنطقة آسيا الوسطى عمليات قصف وهجمات على مواقع الأفغان، بالقرب من مزار شريف. وفي غضون يومين، ذهب سرب زليم خان، بعد رمية سريعة، إلى مزار شريف في 7 مايو، وهاجم مع كتيبة بريماكوف الأفغان الذين انسحبوا إلى دهدادي. في 8 مايو، بعد الضربات الجوية والقصف، غادرت الحامية القلعة، تاركةً 50 بندقية و20 رشاشًا وعددًا كبيرًا من الأسلحة الصغيرة والذخيرة. وبعد استراحة لمدة يومين، وفي 10 مايو، تحركت كتيبة بريماكوف مجتمعة في عدة أرتال جنوبًا، نحو بلخ وتاشكورغان. في 12 مايو، احتلت مفرزة بريماكوف بلخ، وفي اليوم التالي، وبدون مقاومة، دخلت مدينة تاشكورغان.

### معركة مع إبراهيم بيك وسيد حسين
من الشرق، ضد كتيبة بريماكوف، تقدم إبراهيم بيك ومعه 3000 جندي. كما خرج الحرس الوطني لحبيب الله من كابل ومعه 1500 جندي بقيادة وزير الحرب سيد حسين. وفي 11 مايو، اكتشف أحد الأرتال المكونة من 350 شخصًا كتيبة إبراهيم بيك. وعلى الخط الرئيسي مباشرة كانت هناك ثمانية بنادق. وعلى الأجنحة، على بعد 200 متر من الطريق، تم تركيب مدفعين رشاشين. تم التقاط المشاهد مسبقًا. وعند الاقتراب من رتل إبراهيم بيك على ارتفاع 500 متر، أطلقت المدفعية النار. أصابت ثلاث بنادق الأرتال في الرأس وثلاثة في الذيل واثنان في المركز. تم إطلاق الرشاشات المخفية من الأجنحة. اندفع جنود إبراهيم في اتجاهات مختلفة. قُتل الكثير منهم على يد الجيش الأحمر خلال المطاردة. وبعد نصف ساعة من بدء المعركة، اكتشفت كتيبة سيد حسين الدورية غربًا. ولكونه مشاركًا في تلك الأحداث، فقد ترك قائد الفصيل، أ. فاليشيف، وصفًا مفصلًا لصورة المعركة:
هرب سيد حسين، تاركًا وحداته. وفقًا لممثل وحدة الاستطلاع في مزار شريف ماتفييف، فعندما عادت كتيبة على نفس الطريق، كانت لا تزال الجثث المتحللة غير نظيفة.

## عودة الفريق
وضع هروب أمان الله خان من أفغانستان كتيبة تشيريبانوف في موقف صعب. وفي ظل عدم وجود أي أساس قانوني لوجودها داخل البلاد، اعتبر الاتحاد السوفييتي أن بقاء الطائرة على أراضيها هو اعتداء. بالإضافة إلى ذلك، وفي الدول الأوروبية، وكذلك في تركيا وإيران، صار الوضع معروفًا بغزو الجيش الأحمر في أفغانستان. في 28 مايو، تلقى تشيريبانوف صورة إشعاعية من مقر المنطقة العسكرية لآسيا الوسطى عند عودته إلى وطنه. انتقل ج. نبي خان إلى ترمذ في جمهورية أوزبكستان الاشتراكية السوفيتية.

## الآثار
لم تغير عملية الجيش الأحمر في أفغانستان الوضع في البلاد. حصل أكثر من 300 مشارك في الحملة على وسام الراية الحمراء، والباقي حصلوا على هدايا قيمة. في وثائق الوحدات العسكرية، تم إدراج هذه العملية تحت اسم «القضاء على اللصوصية في جنوب تركستان»، وتم حظر وصفها في الأعمال التاريخية.